# Yep Kramer
Yep Gerardus Kramer (* 15. listopadu 1957 Nieuweschoot) je bývalý nizozemský rychlobruslař.
Od roku 1976 startoval na juniorských světových šampionátech, seniorského debutu se dočkal v roce 1979. Na Mistrovství Evropy 1980 byl sedmý. Zúčastnil se Zimních olympijských her 1980 (1500 m – nenastoupil ke startu, 5000 m – 9. místo, 10 000 m – 11. místo). Svých největších úspěchů dosáhl v sezóně 1982/1983, kdy vybojoval stříbrnou medaili na Mistrovství Evropy a byl čtvrtý na Mistrovství světa ve víceboji. Startoval také na ZOH 1984 (10 000 m – 9. místo). V sezóně 1985/1986 se účastnil prvního ročníku Světového poháru, poté ukončil sportovní kariéru. V roce 1992 startoval v jednom závodu na nizozemském šampionátu.
Jeho syn Sven Kramer je také rychlobruslařem.